# Vox Dei en vivo
Vox Dei en vivo es el cuarto álbum en vivo (y decimoséptimo lanzamiento) del grupo argentino Vox Dei, editado en el año 2007 a través de su propio sello, La Rompe Records.
Este trabajo se editó en formato CD doble, en el marco de los festejos por el 40.º aniversario de la banda, también se comercializó su versión DVD (primer lanzamiento oficial en este formato del grupo).
Este es el último álbum de Vox Dei con Rubén Basoalto, dado que falleció en noviembre de 2010.

## Canciones
- Todas las canciones fueron escritas por Willy Quiroga, excepto donde se indique.

### CD 1
1. "El camino"
2. "Soltando lastre"
3. "Tito"	(Rubén Basoalto)
4. "Torcazas y pinos"
5. "Un corazón dispuesto"
6. "No quiero dormir" (Willy Quiroga, Carlos Gardellini)
7. "Carrera loca" (Rubén Basoalto, Carlos Gardellini)
8. "Ahora es el preciso instante"
9. "Compulsión"
10. "Esta canción"

### CD 2
1. "Tan sólo un hombre"
2. "Génesis" (Ricardo Soulé, Juan Carlos Godoy, Willy Quiroga)
3. "Libros sapienciales" (Soulé, Godoy, Quiroga)
4. "Las guerras" (Soulé, Godoy, Quiroga)
5. "Apocalipsis" (Soulé, Godoy, Quiroga)
6. "El perverso cara dos"
7. "Fantasmas en mi cabeza" (Rubén Basoalto, Willy Quiroga)
8. "No es eterno el sol" (Willy Quiroga, Simón Quiroga)
9. "Azúcar amargo"
10. "El momento en que estás (Presente)" (Ricardo Soulé)

## Personal
- Willy Quiroga - Bajo y voz.
- Carlos Gardellini - Guitarra y coros.
- Rubén Basoalto - Batería y voz.

Invitado:
- Simón Quiroga - Teclados.